# Annus iam plenus
Annus iam plenus est la neuvième encyclique du pape Benoît XV, publiée le 1er décembre 1920 et consacrée à la situation des enfants en Europe centrale vivant dans la famine et le dénuement. Le document a été précédé un an auparavant par l'encyclique Paterno Iam Diu (it) sur le même sujet, d'où le titre de l'encyclique Annus iam plenus signifiant « l'année déjà finie ».

## Source
- (it) Cet article est partiellement ou en totalité issu de l’article de Wikipédia en italien intitulé « Annus Iam Plenus » (voir la liste des auteurs).